# هيلين باتل
هيلين إيرين باتل (31 أغسطس 1903-17 يونيو 1994) كانت عالمة أسماك وعالمة بحار، في عام 1928 أصبحت أول امرأة في كندا تحصل علي شهادة الدكتوراة في العلوم البحرية وفي تدريس هذا العلم لمدة خمسون عامً، درست مواضيع في علم الأجنة وفي المناهج المختلفة وتضمنت أبحاثها فحص تأثير الملوثات علي الحياة البحرية ومياه الشرب من خلال تحليل بيض السمكة الخصب.
ولدت هيلين في مدينة أونتاريو وحصلت علي البكالريوس في عام 1923 والدكتوراة في عام 1924 من جامعة غرب أونتاريو، وأكملت شهادة الدكتوراة في جامعة تورنتو في عام 1928 تحت إشراف البروفيسور أتشيبالج هنتسمان، وخلال عام 1929 وعام 1967 قامت بالخدمة في كلية في الجامعة الغربية، وأصبحت عضوة مؤسسة ونائبة المدير في الجمعية الكندية لعلماء الحيوان عام 1961 وكانت المديرة لتلك الجمعية في عامي 1962 و 1963.
حصلت هيلين باتيل علي الميدالية الكندية المئوية كجائزة لها تشريفًا لمجهوداتها في عام 1967 ة في عام 1971 حصلت علي الدكتوراه الفخرية في الحقوق من الجامعة الغربية وكذلك الدكتوراة الفخرية في العلوم من جامعة كارلتون ، وحصلت علي ميدالية من الجمعية الكندية لعلماء الحيوان في عام 1977 وأصبحت أول امرأة تحصل علي تلك الميدالية، وكانت عضوًا فخريًا في المنظمة الوطنية لمعلمي الأحياء وفي عام 1991 أطلقت الجمعية الكندية لعلماء الحيوان جائزة باسمها تكريمًا لها.